# 茨戸油田
茨戸油田（ばらとゆでん）はかつて、北海道札幌市北区の北縁部に位置する茨戸と、茨戸川対岸の石狩市生振にまたがる形で存在した油田である。

## 概要
石油資源開発株式会社法に基いて1955年（昭和30年）に設立された石油資源開発株式会社によって、1956年（昭和31年）に茨戸地区の集油構造と油層およびガス層が確認されたのが始まりで、1958年（昭和33年）に深度400mで有力な油層が見つかることによって本格的な油田開発がスタートした。
茨戸側で18、生振側で13、合計31坑の油井が掘削され、そのうち24坑が成功して生産井となった
当初石油はタンクローリーによって運搬されていたが、後に生振の集油所から国鉄（現、JR）篠路駅までの4.4キロメートルにわたって太さ4インチのパイプラインが設置され、そこから室蘭へ輸送されて精油された。
また、ガスは北海道ガス株式会社に販売され、3インチ×2インチのパイプラインを茨戸から札幌市街地まで16キロメートル敷設して供給が行われた。
1971年（昭和46年）、鉱量枯渇のため閉山した。遺構は何も残っておらず、跡地には畑が広がるのみである。ただ、畑地の中には小さな林が点在しており、石油の湧出量の多さのため耕作に不適とされた土地があったことをうかがわせる。

## 沿革
- 1955年（昭和30年）：石油資源開発株式会社法に基づき、石油資源開発株式会社が設立される。
- 1956年（昭和31年）：茨戸地区の油層とガス層が確認される。
- 1958年（昭和33年）：深度約400メートルにおいて有力な油層が見つかる[1]。
- 1960年（昭和35年）：生振から篠路駅までのパイプラインによる送油が始まる[3]。
- 1961年（昭和36年）：この年が生産量のピークで、原油15000キロリットル、ガス140万7000立方メートルに及んだ[3]。
- 1970年（昭和45年）：ガスの生産を中止[1]。
- 1971年（昭和46年）：石油の生産を中止[1]。